# Песочная Буда
Песочная Буда (бел. Пясо́чная Бу́да) — деревня в Грабовском сельсовете Гомельского района Гомельской области Республики Беларусь.

## География

### Расположение
В 6 км от железнодорожной станции Терюха (на линии Гомель — Чернигов), 23 км на юго-восток от Гомеля.

### Гидрография
На реке Песошенька (приток реки Уть).

## Транспортная сеть
Автодорога Будище — Гомель. Планировка состоит из 2 параллельных между собой почти широтной ориентации улиц (одна вдоль автодороги), соединённых 2 переулками. Застройка двусторонняя, деревянная, усадебного типа.

## История
По письменным источникам известна с начала XVIII века как деревня в Речицком повете Минского воеводства Великого княжества Литовского. После 1-го раздела Речи Посполитой (1772 год) в составе Российской империи. С 1776 года во владении фельдмаршала графа П. А. Румянцева-Задунайского, с 1834 года фельдмаршала князя И. Ф. Паскевича, в составе Климовской экономии Гомельского поместья. В 1780 году основана стеклянная мануфактура, которая в 1797 году дала 172 130 листов стекла и 43 922 бутылки (работала до 1812 года). Через деревню проходил почтовый большак Санкт-Петербург — Киев (начал строиться в 1782 году). В 1850 году действовал хлебозапасный магазин. В 1880 году открыто народное училище. В 1886 году работала ветряная мельница. Согласно переписи 1897 года располагались: хлебозапасный магазин, лавка, трактир, в Носовичской волости Гомельского уезда Могилёвской губернии. В 1909 году 1897 десятин земли, школа, церковь, мельница.
С 8 декабря 1926 года до 16 июля 1957 года центр Песочнобудского сельсовета Носовичского, с 4 августа 1927 года Гомельского, с 10 февраля 1931 года Тереховского районов Гомельского округа (до 26 июля 1930 года), с 20 февраля 1938 года Гомельской области. В 1930 году организован колхоз «Авангард», работали кузница, конная круподробилка, ветряная мельница. Во время Великой Отечественной войны в 1943-44 годах советские самолёты с полевого аэродрома, который находился около деревни, летали бомбить позиции немецких войск. В боях за деревню в 1941 и 1943 годах погибли 173 советских солдата (похоронены в братских могилах в центре деревни и на северо-западной окраине). 122 жителя погибли на фронте.
Основное предприятие ОАО "Птицефабрика «Рассвет» (начало работу 31 декабря 1974 года, до этого времени был совхоз «Рассвет» который был реорганизован в совхоз «Заря» в д. Грабовка и птицефабрику «Рассвет» в д. Песочная Буда). Расположены библиотека, фельдшерско-акушерский пункт, 3 магазина, детский сад, отделение связи.

## Население

### Численность
- 2004 год — 257 хозяйств, 721 житель.

### Динамика
- 1733 год — 55 дворов, 422 жителя.
- 1798 год — 454 жителя.
- 1816 год — 96 дворов.
- 1850 год — 615 жителей.
- 1886 год — 140 дворов, 736 жителей.
- 1897 год — 219 дворов, 1101 житель (согласно переписи).
- 1909 год — 226 дворов, 1396 жителей.
- 1959 год — 695 жителей (согласно переписи).
- 2004 год — 257 хозяйств, 721 житель.

## Достопримечательность
- Братская могила (1941—1944 гг.) —  Историко-культурная ценность Республики Беларусь, шифр 313Д000219

## Известные уроженцы
- А. П. Байков — командир партизанской бригады имени Н. А. Щорса Гомельской области.